# Storia del determinante
In algebra lineare, il determinante è una funzione che
associa ad ogni matrice quadrata {\displaystyle A} uno scalare che ne sintetizza alcune proprietà algebriche.
Storicamente i determinanti sono stati studiati prima delle matrici. In origine il determinante è stata considerata una costruzione riguardante un sistema di equazioni lineari. Questa funzione del sistema "determina" se il sistema possiede una soluzione unica (fatto che si verifica se e solo se il determinante è diverso da zero).
Per questo scopo Girolamo Cardano ha considerato determinanti di ordine 2 verso la fine del secolo XVI e Leibniz ne ha considerati di ordini superiori circa 100 anni più tardi. Sulle sue orme Gabriel Cramer (1750) ha esteso la loro teoria, sempre in relazione ai sistemi di equazioni. La legge di ricorrenza per il loro calcolo è stata annunciata per la prima volta da Étienne Bézout (1764).
Vandermonde (1771) per primo ha trattato i determinanti come funzioni autonome. Laplace (1772) ha formulato il procedimento generale per lo sviluppo di un determinante in termini dei suoi minori complementari: Vandermonde ne aveva dato un caso particolare in precedenza. Immediatamente dopo Joseph-Louis Lagrange (1773) ha trattato i determinanti del secondo e del terzo ordine. Lagrange è stato il primo ad applicare i determinanti a questioni al di fuori della teoria della eliminazione delle variabili; egli ha dimostrato molti casi di identità di portata generale.
Carl Friedrich Gauss (1801) ha dato il successivo contributo. Come Lagrange egli ha utilizzato ampiamente i determinanti nella teoria dei numeri. Fu lui ad introdurre il termine determinante (Laplace aveva utilizzato risultante), non con il significato attuale generale, ma applicandolo al discriminante di un polinomio omogeneo. Gauss è arrivato anche alla nozione di determinanti reciproci (inversi), ed è giunto molto vicino al teorema di moltiplicazione.
Il successivo contributore di rilievo è Jacques Philippe Marie Binet (1811, 1812), il quale ha enunciato formalmente il teorema che concerne il prodotto di due matrici di {\displaystyle m}
colonne ed {\displaystyle n} righe, che nel caso particolare {\displaystyle m=n} si riduce al teorema di moltiplicazione. Lo stesso giorno 30 novembre 1812 nel quale Binet presentava il suo articolo alla Academie de Sciences, Augustin-Louis Cauchy ne presentava uno suo sullo stesso argomento (vedi formula di Cauchy-Binet). Nel suo lavoro Cauchy utilizza il termine determinant nel suo significato attuale, riassume e semplifica quello che era finora noto sull'argomento, migliora le notazioni e presenta il teorema di moltiplicazione con una dimostrazione più soddisfacente di quella di Binet. Con lui inizia la teoria nella sua generalità.
La successiva figura di spicco è Carl Gustav Jakob Jacobi che studia l'argomento dal 1827. Egli per primo tratta il determinante funzionale che successivamente Sylvester chiamerà Jacobiano e nella sua memoria sul Journal di Crelle fino al 1841 egli si occupa specialmente questo argomento insieme alla classe di funzioni alternanti che Sylvester chiama, appunto, alternanti. Nel periodo delle ultime memorie di Jacobi, Sylvester (1839) e Arthur Cayley cominciano a lavorare su questi temi.
Lo studio dei determinanti di matrici di forma speciale è stato il naturale sbocco del completamento della teoria generale. Determinanti asimmetrici sono stati studiati da Lebesgue, Hesse e Sylvester; determinanti persimmetrici da Sylvester e Hermann Hankel; circolanti da Eugène Charles Catalan, William Spottiswoode, James Whitbread Lee Glaisher e Scott; determinanti antisimmetrici e pfaffiani, in connessione con la teoria delle trasformazione ortogonale, da Cayley; continuanti da Sylvester; wronskiani (battezzati in questo modo da Thomas Muir) da Elwin Bruno Christoffel e Ferdinand Georg Frobenius; determinanti composti da Sylvester, Reiss e Picquet; jacobiani ed hessiani da Sylvester; determinanti simmetrici a sinistra da Trudi. Il primo libro di testo su questi argomenti è stato scritto da Spottiswoode. Negli Stati Uniti sono comparsi i primi trattati di Hanus (1886) e Weld (1893).

## Approfondimenti
- (EN)  T. Muir The theory of determinants in the historical order of development (4 vol.) (London: Macmillan and Co., Limited, 1906)
- (EN)  T. Muir Contributions To The History Of Determinants 1900 1920 (Blackie And Son Limited, 1930)